# FlashFXP
FlashFXP ist ein FTP-Client für Microsoft Windows von der Firma Inicom Networks. Die Software stellt eine grafische Benutzeroberfläche für das File Transfer Protocol (FTP) bereit. Sowohl gängige Client-zu-Server-Übertragungen als auch Server-zu-Server-Übertragungen (FXP) werden unterstützt.
Laut Herstellerangaben ist es das verbreitetste Programm seiner Art. Es beherrschte ursprünglich als erstes Programm das File Exchange Protocol.
Folgende Funktionen werden unterstützt:
- Aktives FTP
- Passives FTP
- Alle gängigen FTP-Kommandos
- SSL/TLS-Transfer
- FXP- und FXP-SSL-Verbindungen (Server-zu-Server-Übertragungen) per PASV/PORT sowie SSCN
- SFTP-Unterstützung ab Version 4.0
- Mehrsprachenunterstützung ab Version 3.4 (auch Deutsch)
- U3- sowie Portable-Unterstützung ab Version 3.4

## Geschichte
Im April 1998 unterhielt sich der Gründer Charles DeWeese mit Freunden mittels Internet Relay Chat, welche ihm vorschlugen, einen eigenen FXP-Client zu programmieren, da damalige Clients ihrer Meinung nach nicht wirklich effektiv arbeiteten.
Nachdem er sich einige Wochen weigerte, ließ er sich dann doch überreden, und startete die Arbeit an MyFXP mit Visual Basic 4. Er merkte jedoch bald, dass er mit Visual Basic schnell an die Grenzen des Machbaren stoßen würde. Einer seiner Freunde, ironischerweise der Erfinder von LeapFTP, schlug ihm deshalb Borland Delphi 4 vor, womit er dann seine Arbeit fortführte. Er benannte MyFXP noch im Juni des Jahres in FlashFXP um und konnte Version 1.0 bereits am 23. Juli 1998 bereitstellen.
Version 1.2 war die erste Shareware-Version von FlashFXP.
Version 2.0 war mit der Implementierung von SSL/TLS-Unterstützung ein Meilenstein für den Entwickler.
Circa 2003 erlangte FlashFXP eine derart große Bekanntheit, dass es DeWeese nicht mehr möglich war, die Weiterentwicklung, den Kundendienst und die Verkäufe alleine abzuwickeln, wodurch er einen Exklusivvertrag mit iniCom Networks, Inc. abschloss, und Version 3.0 veröffentlichte.
Gegen Ende 2009 wurde FlashFXP Teil der neu geformten Opensight Software, LLC., welche in Besitz von DeWeese ist. Verkäufe werden mittlerweile vollautomatisch mittels Share-it, PayPal und der FlashFXP-Webseite durchgeführt. Kundendienst wird in direktem Kontakt mit den Entwicklern und Freiwilligen im Forum geleistet.
Version 4.0 bietet einige Fehlerkorrekturen, neue Funktionen und eine überarbeitete Oberfläche.